# Nor Artamet
Nor Artamet (en arménien Նոր Արտամետ) est une communauté rurale du marz de Kotayk, en Arménie. Elle compte 1 046 habitants en 2008.
Le centre zoologique de l'Académie nationale des sciences de la République d'Arménie y est situé.